# Lisa Antl
Lisa Antl (født 21. juni 2000 i Ingolstadt, Tyskland) er en kvindelig tysk håndboldspiller, der spiller for Borussia Dortmund Handball i Handball-Bundesliga Frauen og Tysklands kvindehåndboldlandshold.
Hun blev udtaget til landstræner Henk Groeners trup ved VM i kvindehåndbold 2021 i Spanien.